# Хормисд
Хормисд (на латински: Hormisdas PP., също: Hormisda; * във Фрозиноне, провинция Фрозиноне, Лацио; † 6 август 523 в Рим) е римски папа, епископ на Рим, от 20 юли 514 до неговата смърт на 6 август 523 г.
Неговият син Силверий става папа през 536 г.
Известен е с прекратяването на Акакиевата схизма и обединението на Римската и Константинополската църква в 519 г., чрез Формулата на Хормисд.
Съществува кореспонденцията между Хормисд и патриарх Епифаний от Константинопол.
Той е светец, пазител на конярите, чираците, и на град Фрозиноне.
В католическия календар се чества на 6 август.